# 122 Dywizja Piechoty (III Rzesza)
122 Dywizja Piechoty (niem. 122. Infanterie-Division) – niemiecka dywizja z czasów II wojny światowej, sformowana na mocy rozkazu z 7 października 1940, w 11. fali mobilizacyjnej na poligonie Groß – Born w II. Okręgu Wojskowym.

## Struktura organizacyjna
Struktura organizacyjna w październiku 1940
- 409 pułk piechoty
- 410 pułk piechoty
- 411 pułk piechoty
- 122 pułk artylerii
- 122 batalion pionierów
- 122 oddział rozpoznawczy
- 122 oddział przeciwpancerny
- 122 oddział łączności
- 122 polowy batalion zapasowy

## Dowódcy dywizji
- Generalleutnant Sigfrid  Macholz 5 X 1940 – 8 XII 1941
- Generalleutnant Friedrich Bayer 8 XII 1941 – 17 II 1942
- Generalleutnant Sigfrid  Macholz 17 II 1942 – 1 VIII 1942
- Generalleutnant Kurt Chill 1 VIII 1942 – 10 X 1942
- Generalleutnant Gustav Hundt 10 X 1942 – XI 1942
- Generalleutnant Sigfrid  Macholz XI 1942 – 1 XII 1942
- Generalmajor Adolf Westhoff 1 XII 1942 – 8 I 1943
- Generalmajor Adolf Trowitz 8 I 1943 – 15 V 1943
- Generalleutnant Alfred Thielmann 15 V 1943 – 27 VI 1943
- Generalleutnant Kurt Chill 27 VI 1943 – 1 II 1944
- Generalmajor Johann – Albrecht von Blücher 1 II 1944 – 4 II 1944
- Generalmajor Hero Breusing 4 II 1944 – 25 VIII 1944
- General Friedrich Fangohr 25 VIII 1944 – 20 I 1945
- Generalmajor Bruno Schatz 20 I 1945 – 8 V 1945

## Szlak bojowy
Dywizja weszła w skład Grupy Armii Północ i walczyła na froncie wschodnim. Zmagała się m.in. o Kowno, Nowogród, jezioro Ilmen i rzekę Mga. Brała udział w oblężeniu Leningradu, bitwie pod Diemiańskiem i walkach o Newel. Od marca do lipca 1944 r. przebywała w Helsinkach. W 1944 r. utknęła w kotle kurlandzkim i dotrwała tam do końca wojny.